# Marcus Ulpius Eufrates
Marcus Ulpius Eufrates war ein antiker römischer Toreut (Metallarbeiter), der in der ersten Hälfte des 1. Jahrhunderts in Rom tätig war.
Marcus Ulpius Eufrates ist heute nur noch aufgrund eines Signaturstempels auf einem bronzenen Prunksieb bekannt. Dieses wurde als Teil eines Depotfundes in  Dervent bei Constanța, Rumänien gefunden. Heute befindet sich das Stück im Muzeul de Istorie Națională și Arheologie in Constanța. Die Inschrift auf dem Sieb lautet: lateinisch M. VLPIVS EVFRATES FECIT IN CIRCO FLAMINO, auf Deutsch: Marcus Ulpius Eufrates hat es beim Circus Flaminius gefertigt. Damit gibt die Signatur in einmaliger Weise nicht nur den Namen des Produzenten an, sondern auch den genauen Herstellungsort in der Stadt Rom.

## Einzelbelege
1. ↑  Inventarnummer 20.303; Richard Petrovszky: Studien zu römischen Bronzegefäßen mit Meisterstempeln. Leidorf, Buch am Erlbach 1993, S. 342–343, Nr. SG.12.01.

| Personendaten    | Personendaten                              |
| ---------------- | ------------------------------------------ |
| NAME             | Ulpius Eufrates, Marcus                    |
| ALTERNATIVNAMEN  | Eufrates, Marcus Ulpius                    |
| KURZBESCHREIBUNG | antiker römischer Toreut                   |
| GEBURTSDATUM     | 1. Jahrhundert v. Chr. oder 1. Jahrhundert |
| STERBEDATUM      | 1. Jahrhundert oder 2. Jahrhundert         |